# Liga1 2023 (Perú)
La Liga1 de Fútbol Profesional 2023, conocida como Liga1 2023 y por razones de patrocinio como Liga1 Betsson 2023, fue la edición número 108 de la Primera División del Perú, la quincuagésima octava desde que se descentraliza en 1966, la quinta bajo la denominación de Liga1 y la tercera y última bajo el patrocinio de Betsson.
La Federación Peruana de Fútbol organiza y controla el desarrollo del torneo a través de la Comisión Organizadora de Competiciones.
Cabe destacar que a partir de esta edición de la Liga1 se implementó el uso del VAR, a partir del Torneo Clausura.
El campeón de este torneo fue Universitario de Deportes quien logró su título número 27, después de 9 años, al vencer en la final a su clásico rival, Alianza Lima, por un marcador global de 3-1.

## Sistema de competición
- En los dos torneos, denominados Apertura y Clausura, se jugaron en el sistema de todos contra todos durante 19 jornadas. El equipo que terminó en el primer lugar fue proclamado el vencedor de su respectivo torneo.[6][7]

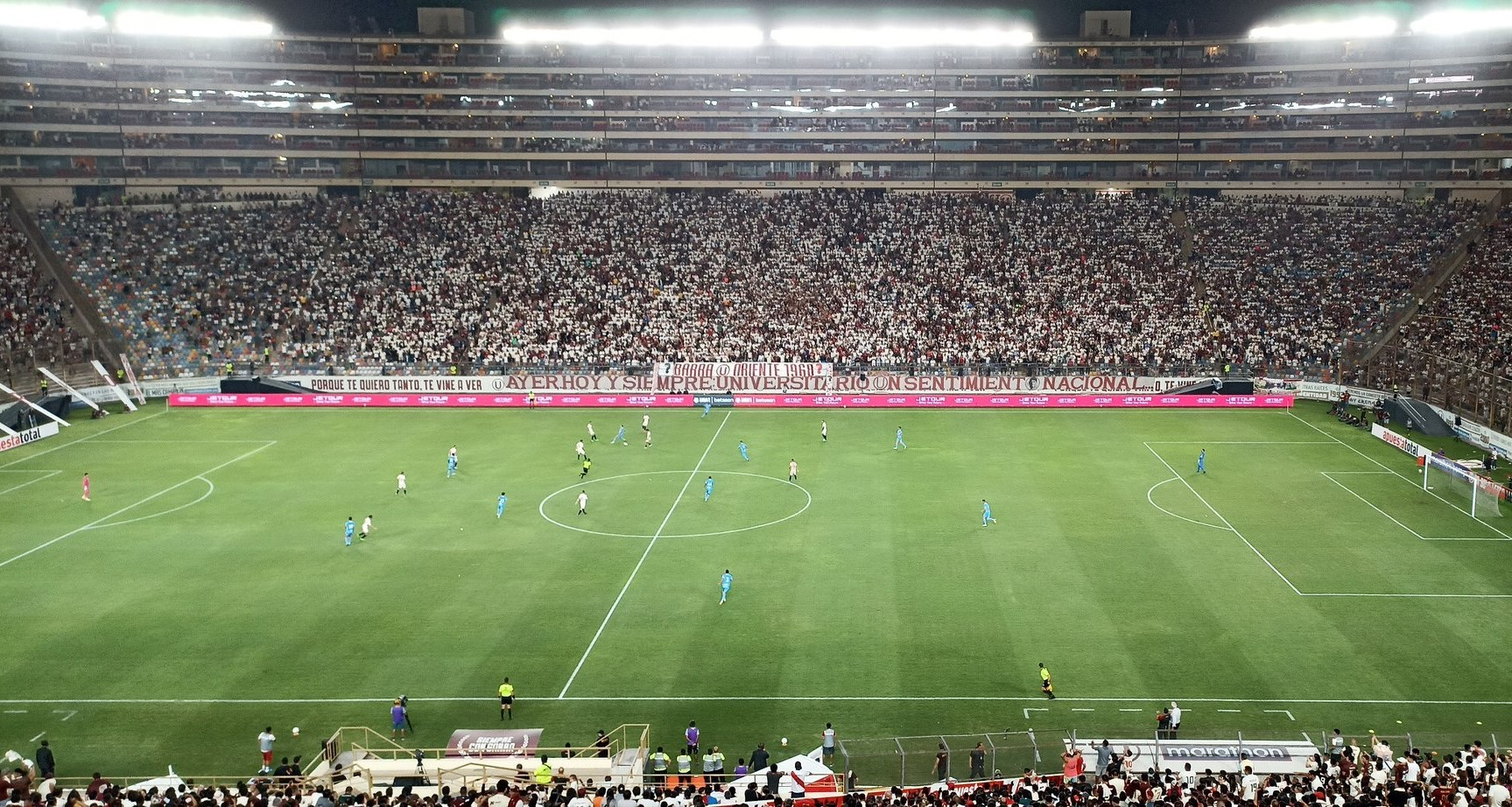
Partido entre Universitario vs ADT por la Liga1 2023 en el Estadio Monumental U Marathon.

### Definición del título
Para la definición del título participarían los vencedores del Apertura y Clausura junto con los dos primeros equipos de la tabla acumulada, con las siguientes consideraciones:
- Si los campeones del Apertura y del Clausura y los 2 primeros del acumulado fuesen distintos equipos, se disputarían Semifinales y Final.
- Si un equipo hubiese ganado Apertura o Clausura, y estuviese entre de los dos primeros del acumulado, clasificaba directamente a la Final. Su rival sería el ganador de la semifinal entre el otro ganador de uno de los torneos y el otro equipo de mayor puntaje en el acumulado.
- Si los dos equipos ganadores de los torneos también eran los 2 primeros del acumulado, se jugaría directamente la Final entre esos equipos.
- Si un equipo era ganador de ambos torneos, se proclamaba campeón nacional automáticamente.

### Clasificación a torneos internacionales
La Conmebol otorgó 8 cupos a Perú para los torneos internacionales que se distribuyeron de la siguiente manera:

#### Copa Libertadores
- Perú 1: Campeón de la Liga1
- Perú 2: Subcampeón de la Liga1
- Perú 3: Tercer lugar de la Liga1
- Perú 4: Cuarto lugar de la Liga1

#### Copa Sudamericana
- Perú 1: Quinto lugar de la Liga1
- Perú 2: Sexto lugar de la Liga1
- Perú 3: Séptimo lugar de la Liga1
- Perú 4: Octavo lugar de la Liga1

### Descenso a Liga2
Los equipos que ocuparon los puesto 17.°, 18.° y 19.° de la tabla acumulada descendieron de categoría y disputarían la Liga2 2024, para que la Liga1 2024 la disputen 18 equipos.

## Ascensos y descensos
Hubo 3 Descensos en la Temporada 2022 y 3 Ascensos (1 Campeón de Copa Perú, 1 Campeón de Segunda División y 1 Ganador Partidos de Revalidación) en esta Temporada.
Por lo que se Mantienen los mismos 19 equipos para este 2023. Es decir, Un total de 19 equipos disputarán la Liga1: Serán los primeros 16 lugares de la temporada 2022, el campeón de la Liga2 2022, el campeón de la Copa Perú 2022 y el ganador de la Revalidación 2022.
| Posición                        | Ascendidos de la Copa Perú y Liga2 2022                                                                                     |
| ------------------------------- | --- |
| 1. 1º Cuadr. Final CP 2022      | Deportivo Garcilaso (Copa Perú 2022 Cuadrangular Final Ultimo Campeón de Copa Perú en Ascender a Primera División) Asciende |
| 2. 1º 2D 2022                   | Cusco FC (Liga2 2022) Asciende                                                                                              |
| 3. 2º 2D 2022 Ganad. Revalidac. | Unión Comercio (Liga2 2022 Regular y Ganador Partidos de Revalidación 1D 2022) Asciende                                     |

| Posición                       | Descendidos a la Liga2 2023             |
| ------------------------------ | --------------------------------------- |
| 17° 1D 2022 Perded. Revalidac. | Ayacucho FC (Liga2 2023) (D)            |
| 18° 1D 2022                    | Universidad San Martin (Liga2 2023) (D) |
| 19° 1D 2022                    | FC Carlos Stein (Liga2 2023) (D)        |

## Equipos participantes

### Localización
Perú está dividido en 25 departamentos, de los que 10 están representados en el campeonato con por lo menos un equipo. El departamento de Lima cuenta con la mayor cantidad de representantes (4 equipos), seguido del departamento de Cuzco (3 equipos).
| Lima        | 4 | Alianza Lima, Deportivo Municipal, Sporting Cristal y Universitario | Alianza Lima · Deportivo Municipal · Sporting Cristal · Universitario ADT Alianza Atlético Atlético Grau Binacional Carlos A. Mannucci · U. César Vallejo Cienciano · Cusco FC · Dep. Garcilaso FBC Melgar Sport Huancayo Unión Comercio UTC Cantolao Sport · Boys Localización de los equipos de la Primera División 2023 |
| Cuzco       | 3 | Cienciano, Cusco FC y Deportivo Garcilaso                           | Alianza Lima · Deportivo Municipal · Sporting Cristal · Universitario ADT Alianza Atlético Atlético Grau Binacional Carlos A. Mannucci · U. César Vallejo Cienciano · Cusco FC · Dep. Garcilaso FBC Melgar Sport Huancayo Unión Comercio UTC Cantolao Sport · Boys Localización de los equipos de la Primera División 2023 |
| Callao      | 2 | Academia Cantolao y Sport Boys                                      | Alianza Lima · Deportivo Municipal · Sporting Cristal · Universitario ADT Alianza Atlético Atlético Grau Binacional Carlos A. Mannucci · U. César Vallejo Cienciano · Cusco FC · Dep. Garcilaso FBC Melgar Sport Huancayo Unión Comercio UTC Cantolao Sport · Boys Localización de los equipos de la Primera División 2023 |
| Junín       | 2 | ADT y Sport Huancayo                                                | Alianza Lima · Deportivo Municipal · Sporting Cristal · Universitario ADT Alianza Atlético Atlético Grau Binacional Carlos A. Mannucci · U. César Vallejo Cienciano · Cusco FC · Dep. Garcilaso FBC Melgar Sport Huancayo Unión Comercio UTC Cantolao Sport · Boys Localización de los equipos de la Primera División 2023 |
| La Libertad | 2 | Carlos A. Mannucci y Universidad César Vallejo                      | Alianza Lima · Deportivo Municipal · Sporting Cristal · Universitario ADT Alianza Atlético Atlético Grau Binacional Carlos A. Mannucci · U. César Vallejo Cienciano · Cusco FC · Dep. Garcilaso FBC Melgar Sport Huancayo Unión Comercio UTC Cantolao Sport · Boys Localización de los equipos de la Primera División 2023 |
| Piura       | 2 | Alianza Atlético y Atlético Grau                                    | Alianza Lima · Deportivo Municipal · Sporting Cristal · Universitario ADT Alianza Atlético Atlético Grau Binacional Carlos A. Mannucci · U. César Vallejo Cienciano · Cusco FC · Dep. Garcilaso FBC Melgar Sport Huancayo Unión Comercio UTC Cantolao Sport · Boys Localización de los equipos de la Primera División 2023 |
| Arequipa    | 1 | FBC Melgar                                                          | Alianza Lima · Deportivo Municipal · Sporting Cristal · Universitario ADT Alianza Atlético Atlético Grau Binacional Carlos A. Mannucci · U. César Vallejo Cienciano · Cusco FC · Dep. Garcilaso FBC Melgar Sport Huancayo Unión Comercio UTC Cantolao Sport · Boys Localización de los equipos de la Primera División 2023 |
| Cajamarca   | 1 | UTC                                                                 | Alianza Lima · Deportivo Municipal · Sporting Cristal · Universitario ADT Alianza Atlético Atlético Grau Binacional Carlos A. Mannucci · U. César Vallejo Cienciano · Cusco FC · Dep. Garcilaso FBC Melgar Sport Huancayo Unión Comercio UTC Cantolao Sport · Boys Localización de los equipos de la Primera División 2023 |
| Puno        | 1 | Deportivo Binacional                                                | Alianza Lima · Deportivo Municipal · Sporting Cristal · Universitario ADT Alianza Atlético Atlético Grau Binacional Carlos A. Mannucci · U. César Vallejo Cienciano · Cusco FC · Dep. Garcilaso FBC Melgar Sport Huancayo Unión Comercio UTC Cantolao Sport · Boys Localización de los equipos de la Primera División 2023 |
| San Martín  | 1 | Unión Comercio                                                      | Alianza Lima · Deportivo Municipal · Sporting Cristal · Universitario ADT Alianza Atlético Atlético Grau Binacional Carlos A. Mannucci · U. César Vallejo Cienciano · Cusco FC · Dep. Garcilaso FBC Melgar Sport Huancayo Unión Comercio UTC Cantolao Sport · Boys Localización de los equipos de la Primera División 2023 |

### Información de los equipos
Equipos participantes de la temporada 2023.
| Equipo                    | Ciudad    | Entrenador           | Estadio                      | Aforo  | Estadios alternativos                                                                                    | Proveedor    | Patrocinador principal (Pecho)          | Otros patrocinadores (Mangas u otras partes)                                                  |
| ------------------------- | --------- | -------------------- | ---------------------------- | ------ | --- | ------------ | --------------------------------------- | --------------------------------------------------------------------------------------------- |
| Academia Cantolao         | Huacho    | Adrián Taffarel      | Segundo Aranda Torres        | 8 000  | 3 Alternativas Miguel Grau Nacional Iván Elías Moreno                                                    | Loma's       | Dafabet                                 | 2 patrocinadores Sporade Loma's                                                               |
| ADT                       | Tarma     | Franco Navarro       | Unión Tarma                  | 9 100  | 2 Alternativas Huancayo Monumental de Jauja                                                              | New Athletic | Caja Huancayo 20Bet                     | 2 patrocinadores Sporade New Athletic                                                         |
| Alianza Atlético          | Sullana   | Jorge Ágapo Gonzales | Campeones del 36             | 12 000 | 2 Alternativas Melanio Coloma Miguel Grau                                                                | Walon        | CoolBet Caja Sullana                    | 2 patrocinadores Sporade NobaVision                                                           |
| Alianza Lima              | Lima      | Mauricio Larriera    | Alejandro Villanueva         | 33 938 | 1 Alternativa Nacional                                                                                   | Nike         | Apuesta Total                           | 5 patrocinadores Cerveza Cristal Glory DFSK Conservas Arica Deo Pies Fos-Hepan                |
| Atlético Grau             | Piura     | Ángel Comizzo        | Municipal de Bernal          | 7 000  | 2 Alternativas Olmos Miguel Grau                                                                         | Walon        | DoradoBet Caja Piura                    | Sporade                                                                                       |
| Carlos A. Mannucci        | Trujillo  | Mario Viera          | Mansiche                     | 25 000 | 2 Alternativas Casa Grande Carlos A. Olivares                                                            | New Athletic | UPAO DoradoBet                          | 7 patrocinadores Mannucci Diesel Sporade Línea Aguafiel Clínica San Pablo Cinética HS Lab     |
| Cienciano                 | Cuzco     | Óscar Ibañez         | Inca Garcilaso de la Vega    | 45 000 | 4 Alternativas Urcos Túpac Amaru Thomas E. Payne Espinar                                                 | New Athletic | Caja Huancayo DoradoBet                 | 4 patrocinadores RoboForex Tecnofast Sporade Bio Tree Life                                    |
| Cusco FC                  | Cuzco     | Luis Flores          | Inca Garcilaso de la Vega    | 45 000 | 4 Alternativas Urcos Túpac Amaru Thomas E. Payne Espinar                                                 | Lotto        | Caja Cusco DoradoBet                    | 5 patrocinadores Walking Ultra Supermayorista SSN Telecomuncaciones Medical Network Smart Fit |
| Deportivo Binacional      | Juliaca   | Cesar Vaioli         | Guillermo Briceño Rosamedina | 18 080 | 5 Alternativas Monumental UNA Enrique Torres Belón Rodolfo Ramos C. Monumental UNSA Garcilaso de la Vega | New Athletic | DoradoBet                               |                                                                                               |
| Deportivo Garcilaso       | Cuzco     | Jorge Célico         | Inca Garcilaso de la Vega    | 45 000 | 4 Alternativas Urcos Túpac Amaru Thomas E. Payne Espinar                                                 | Ander Sport  | Caja Cusco Salkantay Trekking           | 4 patrocinadores 20Bet Ander Sporade Avipersa                                                 |
| Deportivo Municipal       | Lima      | Santiago Acasiete    | Iván Elías Moreno            | 13 000 | 2 Alternativas Nacional Segundo Aranda T.                                                                | Walon        | 1xBet                                   | Sporade                                                                                       |
| FBC Melgar                | Arequipa  | Mariano Soso         | Monumental de la UNSA        | 60 000 | 2 Alternativas Melgar Guillermo Briceño R.                                                               | Walon        | Betano                                  | Sporade                                                                                       |
| Sport Boys                | Callao    | Fernando Gamboa      | Miguel Grau                  | 17 000 | 3 Alternativas Iván Elías Moreno Alberto Gallardo Monumental                                             | Astro        | Marcadores 247                          | DoradoBet                                                                                     |
| Sport Huancayo            | Huancayo  | Wilmar Valencia      | Huancayo                     | 20 000 | 2 Alternativas Monumental de Jauja Unión Tarma                                                           | Lotto        | Caja Huancayo                           |                                                                                               |
| Sporting Cristal          | Lima      | Tiago Nunes          | Alberto Gallardo             | 11 500 | 1 Alternativa Nacional                                                                                   | Adidas       | Cerveza Cristal Caja Piura              | 4 patrocinadores MG Motor WOW DoradoBet Gatorade                                              |
| Unión Comercio            | Tarapoto  | Raymundo Paz         | Carlos Vidaurre García       | 7 000  | 2 Alternativas IPD Moyobamba IPD Nueva Cajamarca                                                         | Convert      | CoolBet Olva Courier                    | Corporación Chavez                                                                            |
| Universidad César Vallejo | Trujillo  | Roberto Mosquera     | Mansiche                     | 25 000 | 2 Alternativas Carlos A. Olivares Casa Grande                                                            | Astro        | Universidad César Vallejo Caja Trujillo | 3 patrocinadores Apuesta Total Sporade Promant                                                |
| UTC                       | Cajamarca | Carlos Ramaccioti    | Héroes de San Ramón          | 10 495 | 3 Alternativas Cristo el Señor Ramón Castilla El Frutillo                                                | Lotto        | Colegio Nivel A                         | Gatorade                                                                                      |
| Universitario             | Lima      | Jorge Fossati        | Monumental                   | 80 093 | 1 Alternativa Nacional                                                                                   | Marathon     | Apuesta Total                           | 4 patrocinadores Cool Cerveza Cristal Jetour Hero                                             |

### Jugadores extranjeros
| Equipo                    | Jugador 1           | Jugador 2            | Jugador 3           | Jugador 4           | Jugador 5          |
| ------------------------- | ------------------- | -------------------- | ------------------- | ------------------- | ------------------ |
| Academia Cantolao         | Christian Limousin  | Hebert Vergara       | Michel Acosta       | Facundo Moreira     |                    |
| Alianza Atlético          | Roger Torres        | Adrián Fernández     | Diego Melián        | Ángelo Pizzorno     | Santiago Arias     |
| Alianza Lima              | Hernán Barcos       | Gino Peruzzi         | Santiago García     | Pablo Sabbag        | Andrés Andrade     |
| ADT                       | Víctor Perlaza      | Kevin Serna          | Gonzalo Rizzo       | Ignacio Barrios     | Mathías Silvera    |
| Atlético Grau             | Daniel Franco       | Fernando Márquez     | Rodrigo Salinas     | Neri Bandiera       | Joel López Pissano |
| Binacional                | Yonatan Murillo     | Brayan Fernández     | Jacobo Kouffati     |                     |                    |
| Carlos A. Mannucci        | Matías Cortave      | Federico González    | Leiner Escalante    | Gustavo Viera       | Maxi Amondarain    |
| Cienciano                 | Juan Romagnoli      | Fernando Evangelista | Carlos Garcés       | Gonzalo González    | Alberto Quintero   |
| Cusco FC                  | Abdiel Ayarza       | Felipe Rodríguez     | Mauro Da Luz        | Federico Alonso     |                    |
| Deportivo Garcilaso       | Santiago Giordana   | Alex Rambal          | Joao Rojas          | Jonathan Betancourt | Andrés Chicaiza    |
| Deportivo Municipal       | Matías Pérez        | Pablo Erustes        |                     |                     |                    |
| FBC Melgar                | Horacio Orzán       | Leonel Galeano       | Cristian Bordacahar | Tomás Martínez      |                    |
| Sport Boys                | Federico Milo       | Oliver Benítez       | Nicolás Contín      | Edinson Mero        | Álvaro Villete     |
| Sport Huancayo            | Rodrigo Colombo     | Carlos Ross          | Carlos Escobar      | Jimmy Valoyes       | Juan David Pérez   |
| Sporting Cristal          | Brenner Marlos      | Ignácio da Silva     | Washington Corozo   | Leandro Sosa        | Nicolás Pasquini   |
| Unión Comercio            | Oscar Barreto       | Jesús Arrieta        | Nicolás Palacios    | Marlon de Jesús     | Luis Payares       |
| Universidad César Vallejo | Yorley Mena         | Jairo Vélez          | Édgar Benítez       | Facundo Rodríguez   |                    |
| UTC                       | Gaspar Gentile      | Juan Cruz Randazzo   | Oscar Belinetz      | Facundo Peraza      | Matías Abisab      |
| Universitario             | Martín Pérez Guedes | Matías Di Benedetto  | Emanuel Herrera     | Rodrigo Ureña       | Williams Riveros   |

|  | Habitualmente convocado por la selección de su país |

### Partidos de Presentación y Preparación
| Fecha    |                           | Local                                 | Resultado                             | Invitado                        |  | Denominación |
| 04/01/23 | Universidad César Vallejo | 0 - 2                                 | Universitario                         | Noche Poeta                     |  |              |
| 07/01/23 | Universitario             | 0 - 0                                 | Aucas                                 | Noche Crema                     |  |              |
| 08/01/23 | ADT                       | 0 - 2                                 | UTC                                   | Tarde Adetina                   |  |              |
| 08/01/23 | Unión Comercio            | 3 - 3                                 | Aucas                                 | Tarde del Poderoso de Alto Mayo |  |              |
| 08/01/23 | Cienciano                 | 3 - 1                                 | Magallanes                            | Tarde del Papá                  |  |              |
| 08/01/23 | Alianza Lima              | 2 - 1                                 | Junior                                | Tarde Blanquiazul               |  |              |
| 11/01/23 | Carlos A. Mannucci        | 1 - 2                                 | Junior                                | Noche Tricolor                  |  |              |
| 14/01/23 | Sport Huancayo            | Solo presentación, no se jugó partido | Solo presentación, no se jugó partido | Tarde del Rojo Matador          |  |              |
| 14/01/23 | Deportivo Municipal       | 2 - 1                                 | Academia Cantolao                     | Tarde Edil                      |  |              |
| 15/01/23 | Sporting Cristal          | 2 - 1                                 | Deportes Tolima                       | Tarde Celeste                   |  |              |
| 15/01/23 | FBC Melgar                | 0 - 1                                 | Deportivo Pasto                       | La Tarde Rojinegra              |  |              |

### Cambios de entrenadores
| Equipo                    | Entrenador (Jornadas)                          | Salida           | Tipo               | Posición | Entrenador             | Entrada          |
| ------------------------- | ---------------------------------------------- | ---------------- | ------------------ | -------- | ---------------------- | ---------------- |
| Universitario             | Carlos Compagnucci (1-6 Apertura)              | 28 de febrero    | Renuncia           | 14.°     | Jorge Araujo (INT)     | 28 de febrero    |
| Universitario             | Jorge Araujo (7 Apertura)                      | 5 de marzo       | Fin de interinidad | 10.°     | Jorge Fossati          | 6 de marzo       |
| FBC Melgar                | Pablo Lavallén (1-7 Apertura)                  | 6 de marzo       | Despedido          | 18.°     | Marco Valencia (INT)   | 6 de marzo       |
| FBC Melgar                | Marco Valencia (8-9 Apertura)                  | 18 de marzo      | Fin de interinidad | 18.°     | Mariano Soso           | 20 de marzo      |
| Academia Cantolao         | Matias Rosa (1-11 Apertura)                    | 12 de abril      | Despedido          | 18.°     | Ramón Perleche (INT)   | 12 de abril      |
| Academia Cantolao         | Ramón Perleche (12 Apertura)                   | 22 de abril      | Fin de interinidad | 19.°     | Edgardo Malvestiti     | 22 de abril      |
| Academia Cantolao         | Edgardo Malvestiti (13-19 Apertura)            | 15 de junio      | Despedido          | 19.°     | Adrián Taffarel        | 15 de junio      |
| Deportivo Garcilaso       | Roberto Tristán (1-12 Apertura)                | 16 de abril      | Despedido          | 7.°      | Jorge Célico           | 19 de abril      |
| Sport Huancayo            | Mifflin Bermúdez (1-14 Apertura)               | 29 de abril      | Mutuo Acuerdo      | 13.°     | Wilmar Valencia        | 29 de abril      |
| Sport Boys                | Guillermo Sanguinetti (1-15 Apertura)          | 8 de mayo        | Mutuo Acuerdo      | 18.°     | Juan Alayo (INT)       | 8 de mayo        |
| Sport Boys                | Juan Alayo (INT) (2 Apertura)                  | 21 de mayo       | Fin de interinidad | 18.°     | Fernando Gamboa        | 21 de mayo       |
| Alianza Atlético          | Carlos Desio (1-15 Apertura)                   | 11 de mayo       | Despedido          | 11.°     | Agapo Gonzales (INT)   | 11 de mayo       |
| Alianza Atlético          | Agapo Gonzales (INT) (16-Apertura)             | 14 de junio      | Fin de Interinidad | 12.°     | Carlos Compagnucci     | 14 de junio      |
| Alianza Atlético          | Carlos Compagnucci (16 Apertura - 10 Clausura) | 21 de agosto     | Mutuo Acuerdo      | 16.°     | Agapo Gonzales (INT)   | 21 de agosto     |
| UTC                       | Marcelo Grioni (1-15 Apertura)                 | 14 de mayo       | Mutuo Acuerdo      | 15.°     | José Infante (INT)     | 14 de mayo       |
| UTC                       | José Infante (INT) (16- Apertura)              | 24 de mayo       | Fin de interinidad | 13.°     | Francisco Pizarro      | 24 de mayo       |
| UTC                       | Francisco Pizarro (17 Apertura - 5 Clausura)   | 25 de julio      | Despedido          | 15.°     | Carlos Ramacciotti     | 26 de julio      |
| Unión Comercio            | Jesús Oropesa (1-10 Apertura)                  | 4 de abril       | Despedido          | 13.°     | Jaime de la Pava       | 15 de abril      |
| Unión Comercio            | Jaime de la Pava (12-15 Apertura)              | 18 de mayo       | Despedido          | 16.°     | Raymundo Paz (INT)     | 18 de mayo       |
| Unión Comercio            | Raymundo Paz (INT) (16-18 Apertura)            | 8 de junio       | Fin de interinidad | 17.°     | Daniel Farías          | 8 de junio       |
| Unión Comercio            | Daniel Farías (19 Apertura - 5 Clausura)       | 27 de julio      | Despedido          | 18.°     | Marcelo Vivas          | 27 de julio      |
| Cienciano                 | Leonel Álvarez (1-15 Apertura)                 | 19 de mayo       | Mutuo Acuerdo      | 8.       | Jesús Cisneros (INT)   | 19 de mayo       |
| Cienciano                 | Jesús Cisneros (INT) (16 Apertura)             | 22 de mayo       | Fin de interinidad | 9.°      | Gerardo Ameli          | 22 de mayo       |
| Cienciano                 | Gerardo Ameli (16 Apertura - 12 Clausura)      | 10 de septiembre | Despedido          | 11.°     | Óscar Ibañez           | 11 de septiembre |
| Binacional                | Wilmar Valencia (1-8 Apertura)                 | 15 de marzo      | Despedido          | 18.°     | Darío Franco           | 22 de marzo      |
| Binacional                | Darío Franco (10-15 Apertura)                  | 19 de mayo       | Mutuo Acuerdo      | 17.°     | José Díaz (INT)        | 19 de mayo       |
| Binacional                | José Díaz (INT) (16-19 Apertura)               | 19 de junio      | Fin de Interinidad | 17.°     | Juan Manuel Azconzábal | 19 de junio      |
| Binacional                | Juan Manuel Azconzábal (1 - 6 Clausura)        | 1 de agosto      | Mutuo Acuerdo      | 17.°     | Cesar Vaioli           | 1 de agosto      |
| Alianza Lima              | Guillermo Salas (1 Apertura - 5 Clausura)      | 24 de julio      | Despedido          | 1.°      | Nixon Perea (INT)      | 24 de julio      |
| Alianza Lima              | Nixon Perea (INT) (6 - 7 Clausura)             | 5 de agosto      | Fin de Interinidad | 5.°      | Mauricio Larriera      | 7 de agosto      |
| Deportivo Municipal       | Ángel Comizzo (1 Apertura - 19 Apertura)       | 15 de junio      | Renuncia           | 14.°     | Adrián Celis (INT)     | 15 de junio      |
| Deportivo Municipal       | Adrián Celis (INT) (1 - Clausura)              | 26 de junio      | Fin de Interinidad | 13.°     | Rafael Castillo        | 26 de junio      |
| Deportivo Municipal       | Rafael Castillo (2 - 6 Clausura)               | 2 de agosto      | Despedido          | 16.°     | Adrián Celis           | 2 de agosto      |
| Atlético Grau             | Daniel Ahmed (1 Apertura - 6 Clausura)         | 2 de agosto      | Despedido          | 13.°     | Ángel Comizzo          | 7 de agosto      |
| Universidad Cesar Vallejo | Sebastián Abreu (1 Apertura - 11 Clausura)     | 30 de agosto     | Mutuo Acuerdo      | 10.°     | Roberto Mosquera       | 31 de agosto     |
| Cusco FC                  | Pablo Peirano (1 Apertura - 13 Clausura)       | 18 de septiembre | Despedido          | 13.°     | Luis Flores            | 19 de septiembre |

## Torneo Apertura

### Tabla de posiciones
| Pos. | Equipo                    | Pts. | PJ | G  | E | P  | GF | GC | Dif. | Clasificación           |
| ---- | ------------------------- | ---- | -- | -- | - | -- | -- | -- | ---- | ----------------------- |
| 1    | Alianza Lima (G)          | 42   | 18 | 14 | 0 | 4  | 37 | 16 | +21  | Avanza a los Play-offs. |
| 2    | Sporting Cristal          | 35   | 18 | 9  | 8 | 1  | 33 | 18 | +15  |                         |
| 3    | Universitario             | 34   | 18 | 11 | 1 | 6  | 29 | 14 | +15  |                         |
| 4    | Cusco FC                  | 32   | 18 | 10 | 2 | 6  | 24 | 22 | +2   |                         |
| 5    | Sport Huancayo            | 27   | 18 | 8  | 3 | 7  | 30 | 25 | +5   |                         |
| 6    | Universidad César Vallejo | 27   | 18 | 7  | 6 | 5  | 25 | 23 | +2   |                         |
| 7    | Carlos A. Mannucci        | 27   | 18 | 8  | 3 | 7  | 17 | 18 | −1   |                         |
| 8    | Deportivo Garcilaso       | 25   | 18 | 6  | 7 | 5  | 32 | 27 | +5   |                         |
| 9    | FBC Melgar                | 25   | 18 | 6  | 7 | 5  | 24 | 22 | +2   |                         |
| 10   | Deportivo Municipal       | 24   | 18 | 7  | 3 | 8  | 19 | 21 | −2   |                         |
| 11   | Cienciano                 | 24   | 18 | 7  | 3 | 8  | 23 | 28 | −5   |                         |
| 12   | Atlético Grau             | 23   | 18 | 6  | 5 | 7  | 31 | 21 | +10  |                         |
| 13   | Alianza Atlético          | 23   | 18 | 6  | 5 | 7  | 32 | 33 | −1   |                         |
| 14   | ADT                       | 21   | 18 | 5  | 6 | 7  | 23 | 23 | 0    |                         |
| 15   | UTC                       | 21   | 18 | 5  | 6 | 7  | 16 | 22 | −6   |                         |
| 16   | Unión Comercio            | 19   | 18 | 5  | 4 | 9  | 24 | 40 | −16  |                         |
| 17   | Deportivo Binacional      | 18   | 18 | 5  | 3 | 10 | 28 | 34 | −6   |                         |
| 18   | Sport Boys                | 18   | 18 | 5  | 3 | 10 | 13 | 26 | −13  |                         |
| 19   | Academia Cantolao         | 9    | 18 | 2  | 3 | 13 | 9  | 36 | −27  |                         |

 Fuente: FPF
|                      |
| Ganador Alianza Lima |

|  | Clasificado a a los Play-offs del Campeonato |

## Torneo Clausura

### Tabla de posiciones
| Pos. | Equipo                    | Pts. | PJ | G  | E  | P  | GF | GC | Dif. | Clasificación           |
| ---- | ------------------------- | ---- | -- | -- | -- | -- | -- | -- | ---- | ----------------------- |
| 1    | Universitario (G)         | 39   | 18 | 11 | 6  | 1  | 28 | 8  | +20  | Avanza a los Play-offs. |
| 2    | FBC Melgar                | 38   | 18 | 11 | 5  | 2  | 31 | 13 | +18  |                         |
| 3    | Alianza Lima              | 37   | 18 | 10 | 7  | 1  | 18 | 6  | +12  |                         |
| 4    | Sporting Cristal          | 36   | 18 | 10 | 6  | 2  | 31 | 13 | +18  |                         |
| 5    | ADT                       | 34   | 18 | 9  | 7  | 2  | 21 | 13 | +8   |                         |
| 6    | Sport Huancayo            | 29   | 18 | 8  | 5  | 5  | 22 | 14 | +8   |                         |
| 7    | Deportivo Garcilaso       | 27   | 18 | 7  | 6  | 5  | 24 | 20 | +4   |                         |
| 8    | Universidad César Vallejo | 24   | 18 | 7  | 3  | 8  | 25 | 19 | +6   |                         |
| 9    | Cienciano                 | 24   | 18 | 6  | 6  | 6  | 21 | 20 | +1   |                         |
| 10   | Sport Boys                | 23   | 18 | 6  | 5  | 7  | 15 | 23 | −8   |                         |
| 11   | Carlos A. Mannucci        | 20   | 18 | 5  | 5  | 8  | 16 | 22 | −6   |                         |
| 12   | UTC                       | 19   | 18 | 3  | 10 | 5  | 21 | 23 | −2   |                         |
| 13   | Cusco FC                  | 18   | 18 | 4  | 6  | 8  | 18 | 23 | −5   |                         |
| 14   | Atlético Grau             | 18   | 18 | 4  | 6  | 8  | 17 | 27 | −10  |                         |
| 15   | Deportivo Binacional      | 17   | 18 | 5  | 2  | 11 | 25 | 34 | −9   |                         |
| 16   | Unión Comercio            | 17   | 18 | 4  | 5  | 9  | 18 | 32 | −14  |                         |
| 17   | Academia Cantolao         | 17   | 18 | 5  | 2  | 11 | 12 | 26 | −14  |                         |
| 18   | Alianza Atlético          | 16   | 18 | 4  | 4  | 10 | 14 | 25 | −11  |                         |
| 19   | Deportivo Municipal       | 12   | 18 | 4  | 0  | 14 | 17 | 33 | −16  |                         |

 Fuente: FPF
|                       |
| Ganador Universitario |

|  | Clasificado a a los Play-offs del Campeonato |

## Tabla acumulada
| Pos. | Equipo                    | Pts. | PJ | G  | E  | P  | GF | GC | Dif. | Clasificación                                                          |
| ---- | ------------------------- | ---- | -- | -- | -- | -- | -- | -- | ---- | ---------------------------------------------------------------------- |
| 1    | Alianza Lima              | 79   | 36 | 24 | 7  | 5  | 55 | 22 | +33  | Play-offs y clasifica a la Fase de grupos de la Copa Libertadores 2024 |
| 2    | Universitario (C)         | 73   | 36 | 22 | 7  | 7  | 57 | 22 | +35  | Play-offs y clasifica a la Fase de grupos de la Copa Libertadores 2024 |
| 3    | Sporting Cristal          | 71   | 36 | 19 | 14 | 3  | 64 | 31 | +33  | Clasifica a la Fase 2 de la Copa Libertadores 2024                     |
| 4    | FBC Melgar                | 63   | 36 | 17 | 12 | 7  | 55 | 35 | +20  | Clasifica a la Fase 1 de la Copa Libertadores 2024                     |
| 5    | Sport Huancayo            | 56   | 36 | 16 | 8  | 12 | 52 | 39 | +13  | Clasifica a la Fase Preliminar de la Copa Sudamericana 2024            |
| 6    | ADT                       | 55   | 36 | 14 | 13 | 9  | 44 | 36 | +8   | Clasifica a la Fase Preliminar de la Copa Sudamericana 2024            |
| 7    | Deportivo Garcilaso       | 51   | 36 | 13 | 13 | 10 | 56 | 47 | +9   | Clasifica a la Fase Preliminar de la Copa Sudamericana 2024            |
| 8    | Universidad César Vallejo | 51   | 36 | 14 | 9  | 13 | 50 | 42 | +8   | Clasifica a la Fase Preliminar de la Copa Sudamericana 2024            |
| 9    | Cusco FC                  | 50   | 36 | 14 | 8  | 14 | 42 | 45 | −3   |                                                                        |
| 10   | Cienciano                 | 48   | 36 | 13 | 9  | 14 | 44 | 48 | −4   |                                                                        |
| 11   | Carlos A. Mannucci        | 47   | 36 | 13 | 8  | 15 | 33 | 40 | −7   |                                                                        |
| 12   | Atlético Grau             | 41   | 36 | 10 | 11 | 15 | 48 | 48 | 0    |                                                                        |
| 13   | UTC                       | 40   | 36 | 8  | 16 | 12 | 37 | 45 | −8   |                                                                        |
| 14   | Alianza Atlético          | 39   | 36 | 10 | 9  | 17 | 46 | 58 | −12  |                                                                        |
| 15   | Sport Boys                | 37   | 36 | 11 | 8  | 17 | 28 | 49 | −21  |                                                                        |
| 16   | Unión Comercio            | 36   | 36 | 9  | 9  | 18 | 42 | 72 | −30  |                                                                        |
| 17   | Deportivo Binacional (D)  | 35   | 36 | 10 | 5  | 21 | 53 | 68 | −15  | Desciende a la Liga 2 2024                                             |
| 18   | Deportivo Municipal (D)   | 31   | 36 | 11 | 3  | 22 | 36 | 54 | −18  | Desciende a la Liga 2 2024                                             |
| 19   | Academia Cantolao (D)     | 26   | 36 | 7  | 5  | 24 | 21 | 62 | −41  | Desciende a la Liga 2 2024                                             |

 Fuente: FPF
Notas:
1. ↑  Reducción de un punto (-1) a Deportivo Garcilaso, según la resolución N° 074-2023-CL-FPF.[10]
2. ↑  Reducción de cuatro puntos (-4) a Sport Boys, según la resolución N°125-CL-FPF-2023.[11]
3. ↑  Reducción de cinco puntos (-5) a Deportivo Municipal, según las resoluciones N° 028-CCL-FPF-2023[12] y N° 071-2023-CL-FPF.[13]

### Evolución de la clasificación
| Torneo               | Apertura | Apertura | Apertura | Apertura | Apertura | Apertura | Apertura | Apertura | Apertura | Apertura | Apertura | Apertura | Apertura | Apertura | Apertura | Apertura | Apertura | Apertura | Apertura | Clausura | Clausura | Clausura | Clausura | Clausura | Clausura | Clausura | Clausura | Clausura | Clausura | Clausura | Clausura | Clausura | Clausura | Clausura | Clausura | Clausura | Clausura | Clausura |
| Jornada/ Equipo      | 3        | 4        | 5        | 6        | 7        | 8        | 9        | 1        | 10       | 11       | 12       | 13       | 14       | 15       | 2        | 16       | 17       | 18       | 19       | 20       | 21       | 22       | 23       | 24       | 25       | 26       | 27       | 28       | 29       | 30       | 31       | 32       | 33       | 34       | 35       | 36       | 37       | 38       |
| Jornada/ Equipo      |          |          |          |          |          |          |          |          |          |          |          |          |          |          |          |          |          |          |          |          |          |          |          |          |          |          |          |          |          |          |          |          |          |          |          |          |          |          |
| -------------------- | -------- | -------- | -------- | -------- | -------- | -------- | -------- | -------- | -------- | -------- | -------- | -------- | -------- | -------- | -------- | -------- | -------- | -------- | -------- | -------- | -------- | -------- | -------- | -------- | -------- | -------- | -------- | -------- | -------- | -------- | -------- | -------- | -------- | -------- | -------- | -------- | -------- | -------- |
| Alianza Lima         | 13       | 11       | 9        | 9*       | 4*       | 2*       | 5*       | 3*       | 1*       | 1*       | 1*       | 1*       | 2*       | 1*       | 1        | 1        | 1        | 1        | 1        | 1        | 1        | 1        | 1        | 1        | 1        | 1        | 1        | 1        | 2        | 1        | 1        | 1        | 1        | 1        | 1        | 1        | 1        | 1        |
| Universitario        | 1        | 7        | 11       | 14       | 10       | 6        | 4        | 1        | 3        | 2        | 2        | 2        | 1        | 2        | 2        | 2        | 2        | 2        | 3        | 3        | 3        | 3        | 3        | 3        | 3        | 2        | 2        | 3        | 3        | 3        | 3        | 3        | 3        | 3        | 2        | 2        | 2        | 2        |
| Sporting Cristal     | 6        | 4        | 3        | 3*       | 6*       | 5*       | 3*       | 2*       | 2*       | 4*       | 4*       | 6*       | 6*       | 6*       | 6*       | 3        | 3        | 3        | 2        | 2        | 2        | 2        | 2        | 2        | 2        | 3        | 3        | 2        | 1        | 2        | 2        | 2        | 2        | 2        | 3        | 3        | 3        | 3        |
| FBC Melgar           | 18       | 19       | 18       | 17*      | 18*      | 19**     | 18**     | 18**     | 17**     | 17**     | 17**     | 16**     | 16**     | 16**     | 13*      | 12*      | 11*      | 11       | 9        | 7        | 8        | 8        | 5        | 4        | 4        | 4        | 4        | 4        | 4        | 5        | 5        | 4        | 4        | 4        | 4        | 4        | 4        | 4        |
| Sport Huancayo       | 5        | 8        | 12       | 15       | 9        | 12       | 9        | 9        | 8        | 8        | 9        | 11       | 12       | 7        | 7        | 6        | 7        | 8        | 5        | 5        | 5        | 5        | 6        | 7        | 6        | 6        | 6        | 6        | 5        | 4        | 4        | 5        | 5        | 5        | 5        | 5        | 5        | 5        |
| ADT                  | 11       | 15       | 16       | 13       | 15       | 10       | 13       | 10       | 10       | 12       | 13       | 9        | 11       | 12       | 12       | 14       | 14       | 14       | 13       | 14       | 11       | 11       | 11       | 11       | 9        | 10       | 11       | 8        | 8        | 9        | 10       | 9        | 9        | 8        | 6        | 6        | 6        | 6        |
| Deportivo Garcilaso  | 4        | 2        | 5        | 2        | 1        | 1        | 1        | 4        | 4        | 6        | 7        | 7        | 8        | 8        | 9        | 7        | 6        | 7        | 8        | 6        | 7        | 7        | 9        | 10       | 11       | 9        | 10       | 7        | 7        | 6        | 7        | 6        | 6        | 6        | 8        | 8        | 7        | 7        |
| Univ. César Vallejo  | 10       | 6        | 4        | 6*       | 2*       | 3**      | 2**      | 6**      | 9**      | 5**      | 5**      | 5**      | 5**      | 5**      | 5*       | 8*       | 9*       | 5        | 6        | 8        | 10       | 9        | 7        | 5        | 7        | 7        | 7        | 10       | 9        | 10       | 9        | 8        | 8        | 7        | 9        | 9        | 9        | 8        |
| Cusco FC             | 15       | 18       | 15       | 12       | 5        | 8        | 6        | 8        | 7        | 3        | 3        | 3        | 4        | 3        | 4        | 5        | 4        | 4        | 4        | 4        | 4        | 4        | 4        | 6        | 5        | 5        | 5        | 5        | 6        | 7        | 6        | 7        | 7        | 9        | 7        | 7        | 8        | 9        |
| Cienciano            | 14       | 12       | 7        | 7        | 11*      | 13*      | 10*      | 11*      | 15*      | 14*      | 14*      | 13*      | 9*       | 9*       | 8        | 9        | 8        | 9        | 10       | 10       | 9        | 10       | 10       | 9        | 10       | 11       | 9        | 11       | 11       | 11       | 11       | 11       | 11       | 11       | 10       | 10       | 10       | 10       |
| Carlos A. Mannucci   | 3        | 3        | 2        | 1        | 3        | 4*       | 8*       | 7*       | 6*       | 9*       | 6*       | 4*       | 3*       | 4*       | 3*       | 4        | 5        | 6        | 7        | 9        | 6        | 6        | 8        | 8        | 8        | 8        | 8        | 9        | 10       | 8        | 8        | 10       | 10       | 10       | 11       | 11       | 11       | 11       |
| Atlético Grau        | 2        | 1        | 1        | 5        | 8        | 9        | 12       | 14       | 11       | 15       | 12       | 12       | 7        | 10       | 11       | 10       | 13       | 10       | 11       | 11       | 12       | 13       | 13       | 14       | 13       | 14       | 12       | 12       | 13       | 14       | 14       | 12       | 13       | 13       | 14       | 14       | 12       | 12       |
| UTC                  | 7        | 9        | 6        | 8        | 12       | 14*      | 14*      | 15*      | 14*      | 13*      | 10*      | 10*      | 14*      | 14*      | 15*      | 13       | 12       | 13       | 15       | 15       | 14       | 15       | 15       | 15       | 15       | 15       | 15       | 14       | 12       | 12       | 12       | 13       | 12       | 12       | 12       | 13       | 13       | 13       |
| Alianza Atlético     | 9        | 5        | 10       | 4        | 7*       | 11*      | 7*       | 5*       | 5*       | 7*       | 8*       | 8*       | 10*      | 11*      | 10       | 11       | 10       | 12       | 12       | 12       | 13       | 14       | 14       | 13       | 14       | 12       | 13       | 13       | 14       | 15       | 15       | 15       | 14       | 14       | 13       | 12       | 14       | 14       |
| Sport Boys           | 8        | 14       | 14       | 16*      | 16*      | 16*      | 15*      | 16*      | 16*      | 16*      | 16*      | 17*      | 18*      | 18*      | 18       | 18       | 18       | 18       | 18       | 16       | 16       | 12       | 12       | 12       | 12       | 13       | 14       | 15       | 15       | 13       | 13       | 14       | 15       | 16       | 16       | 15       | 16       | 15       |
| Unión Comercio       | 12       | 10       | 13       | 10       | 13       | 7        | 11       | 13       | 13       | 11       | 11       | 14       | 15       | 15       | 16       | 17       | 15       | 17       | 16       | 17       | 17       | 17       | 17       | 18       | 18       | 17       | 17       | 17       | 16       | 16       | 16       | 17       | 16       | 17       | 17       | 17       | 17       | 16       |
| Deportivo Binacional | 16       | 16       | 19       | 19*      | 17*      | 18*      | 19*      | 19*      | 19*      | 19*      | 18*      | 18*      | 17*      | 17*      | 17*      | 15       | 17       | 16       | 17       | 18       | 18       | 18       | 18       | 17       | 17       | 16       | 16       | 16       | 17       | 17       | 17       | 16       | 17       | 15       | 15       | 16       | 15       | 17       |
| Deportivo Municipal  | 17       | 13       | 8        | 11       | 14       | 15       | 16       | 12       | 12       | 10       | 15       | 15       | 13       | 13       | 14       | 16       | 16       | 15       | 14       | 13       | 15       | 16       | 16       | 16       | 16       | 18       | 18       | 18       | 18       | 18       | 18       | 18       | 18       | 18       | 18       | 18       | 18       | 18       |
| Academia Cantolao    | 19       | 17       | 17       | 18       | 19       | 17       | 17       | 17       | 18       | 18       | 19       | 19       | 19       | 19       | 19       | 19       | 19       | 19       | 19       | 19       | 19       | 19       | 19       | 19       | 19       | 19       | 19       | 19       | 19       | 19       | 19       | 19       | 19       | 19       | 19       | 19       | 19       | 19       |

     Equipo libre de la fecha.
Nota:
- La fecha 1 se jugó entre la fecha 9 y la fecha 10.
- La fecha 2 se jugó entre la fecha 15 y la fecha 16.
- (*) Indica la posición del equipo con un partido pendiente.
- (**) Indica la posición del equipo con dos partidos pendientes.

### Tabla de resultados cruzados
| Local \ Visitante         | CAN | ATS | ALI   | ADT | ATG | MAN   | CIE   | CUS | BIN   | GAR | MUN | MEL   | SBA | HUA   | CRI | COM | UCV | UTC | UNI |
| ------------------------- | --- | --- | ----- | --- | --- | ----- | ----- | --- | ----- | --- | --- | ----- | --- | ----- | --- | --- | --- | --- | --- |
| Academia Cantolao         | —   | 1–0 | 0–2   | 0–1 | 0–4 | 0–2   | 1–0   | 2–3 | 1–0   | 1–1 | 0–1 | 0–1   | 0–0 | 1–1   | 0–2 | 1–2 | 1–2 | 2–0 | 1–4 |
| Alianza Atlético          | 2–1 | —   | 0–1   | 1–1 | 3–2 | 1–1   | 2–1   | 2–0 | 1–0   | 2–0 | 1–2 | 3–3   | 1–2 | 4–2   | 0–0 | 2–2 | 0–1 | 2–0 | 3–1 |
| Alianza Lima              | 3–0 | 1–0 | —     | 0–0 | 2–0 | 3–0   | 2–0   | 2–0 | 6–1   | 3–2 | 2–1 | 0–0   | 2–0 | 1–0   | 0–0 | 3–1 | 2–0 | 1–0 | 0–0 |
| ADT                       | 1–1 | 1–0 | 2–1   | —   | 1–0 | 0–0   | 3–4   | 0–2 | 1–0   | 1–2 | 3–0 | 0–0   | 1–0 | 2–1   | 1–1 | 3–0 | 2–0 | 0–0 | 2–0 |
| Atlético Grau             | 3–0 | 1–1 | 1–2   | 1–1 | —   | 0–2   | 4–0   | 3–0 | 2–1   | 1–1 | 1–1 | 3–0** | 3–0 | 0–0   | 2–3 | 0–1 | 1–1 | 4–2 | 2–2 |
| Carlos A. Mannucci        | 1–2 | 1–0 | 1–2   | 1–1 | 1–0 | —     | 2–0   | 0–0 | 3–2   | 0–1 | –*  | 1–2   | 0–0 | 0–0   | 1–1 | 2–0 | 2–1 | 0–1 | 2–0 |
| Cienciano                 | 1–0 | 5–2 | 0–0   | 2–2 | 2–0 | 1–0   | —     | 2–0 | 1–1   | 0–0 | 1–0 | 0–1   | 0–1 | 1–0   | 1–0 | 3–1 | 1–1 | 2–2 | 1–1 |
| Cusco FC                  | 3–0 | 2–1 | 1–1   | 1–0 | 0–0 | 3–0   | 0–0   | —   | 2–1   | 2–1 | 1–0 | 1–1   | 2–1 | 0–3** | 4–1 | 2–1 | 2–0 | 2–1 | 1–1 |
| Deportivo Binacional      | 1–0 | 4–2 | 1–2   | 1–0 | 2–4 | 3–0   | 2–2   | 2–0 | —     | 1–5 | 4–1 | 1–2   | 4–0 | 5–3   | 0–1 | 5–0 | 1–0 | 1–1 | 1–2 |
| Deportivo Garcilaso       | 0–0 | 3–2 | 0–1   | 1–2 | 2–0 | 1–2   | 0–3   | 2–1 | 3–0** | —   | 5–2 | 2–2   | 3–0 | 1–1   | 4–4 | 2–2 | 1–0 | 2–2 | 0–0 |
| Deportivo Municipal       | 1–2 | 2–1 | 0–1   | 1–2 | –*  | 0–3** | 4–1   | 2–0 | 2–0   | 0–3 | —   | 0–1   | 0–3 | 1–2   | 1–1 | 2–0 | 0–3 | 2–0 | 1–2 |
| FBC Melgar                | 5–0 | 4–0 | 2–1   | 4–0 | 3–0 | 2–1   | 1–0   | 1–1 | 2–1   | 2–4 | 0–2 | —     | 2–0 | 1–3   | 1–1 | 3–1 | 2–2 | 1–1 | 0–1 |
| Sport Boys                | 0–1 | 0–1 | 1–0   | 1–1 | 1–1 | 0–1   | 2–1   | 2–1 | 2–2   | 2–1 | 0–2 | 0–2   | —   | 1–0   | 1–1 | 2–1 | 0–2 | 3–2 | 0–3 |
| Sport Huancayo            | 4–0 | 2–0 | 2–1   | 1–3 | 1–0 | 3–1   | 1–3   | 3–1 | 3–1   | 0–0 | 2–0 | 1–1   | 1–0 | —     | 1–2 | 1–1 | 2–0 | 5–1 | 1–0 |
| Sporting Cristal          | 2–0 | 3–0 | 3–0** | 0–0 | 2–1 | 3–2   | 4–2   | 3–2 | 5–0   | 3–0 | 1–0 | 1–0   | 1–1 | 2–0   | —   | 3–0 | 1–1 | 1–1 | 0–0 |
| Unión Comercio            | 2–1 | 3–3 | 1–3   | 4–3 | 2–2 | 0–0   | 2–0   | 2–1 | 2–2   | 1–2 | 1–3 | 1–1   | 0–1 | 2–0   | 1–6 | —   | 1–4 | 1–0 | 1–0 |
| Universidad César Vallejo | 2–1 | 2–2 | 1–1   | 1–1 | 5–0 | 2–0   | 0–3   | 3–1 | 2–0   | 3–0 | 1–1 | 1–2   | 2–0 | 0–2   | 0–1 | 3–1 | —   | 3–1 | 0–1 |
| UTC                       | 1–0 | 1–1 | 0–1   | 1–0 | 1–1 | 2–0   | 3–0** | 0–0 | 3–2   | 0–0 | 5–1 | 0–0   | 1–1 | 0–0   | 1–1 | 1–1 | 1–1 | —   | 1–0 |
| Universitario             | 4–0 | 2–0 | 1–2   | 3–1 | 2–1 | 3–0   | 3–0   | 1–0 | 1–0   | 1–1 | 1–0 | 1–0   | 3–0 | 2–0   | 2–0 | 2–0 | 4–0 | 3–0 | —   |

Nota:
- Los partidos que aparecen con –* no se jugaron debido a que Deportivo Municipal se encontraba inhabilitado para disputar dichos partidos, sin embargo no se consideraron como walkover, por ende no se otorgó goles a favor al cuadro rival, únicamente la victoria a su favor y la derrota para Deportivo Municipal.
- Los partidos que aparecen con ** no se jugaron y se consideraron como walkover.

## Play-offs
Los play-offs serán la última etapa del campeonato. Participarán los ganadores de los dos torneos y los dos primeros en la Tabla Acumulada, en eliminatorias de ida y vuelta, si 1 ganador de los torneos cortos también está entre los 2 primeros del Acumulado, pasa directamente a la Final y si ambos ganadores son los 2 primeros del Acumulado se juega directamente la Final entre ellos. En caso un equipo gane los 2 torneos se proclamará campeón automáticamente.
Esta etapa se realizó en el mes de noviembre los días 4 y 8 del mes. Alianza Lima clasificó directamente a la final nacional al ser ganador del Torneo Apertura y asegurar una plaza entre los dos primeros de la tabla acumulada. Mientras que Universitario de Deportes se clasificó como ganador del Torneo Clausura y segundo en la tabla acumulada.
La final de ida se disputó en el Estadio Monumental de Ate, con un empate de 1-1 como resultado, donde el conjunto crema fue superior en el trámite del partido. En la final de vuelta, Universitario ganó 2-0 a su clásico rival, proclamándose campeón y obtendría su título número 27,a su vez dando la vuelta olímpica en el Estadio Alejandro Villanueva.

### Equipos clasificados
| Equipo        | Método de clasificación       | Fecha del registro |
| ------------- | ----------------------------- | ------------------ |
| Alianza Lima  | Campeón del Apertura          | 28 de mayo         |
| Alianza Lima  | Primero en la Tabla acumulada | 21 de octubre      |
| Universitario | Campeón del Clausura          | 29 de octubre      |
| Universitario | Segundo en la Tabla acumulada | 29 de octubre      |

### Desarrollo
|  | Final              |   |   |   |  |
|  | 4 y 8 de noviembre |   |   |   |  |
|  |                    |   |   |   |  |
|  | Alianza Lima       | 1 | 0 | 1 |  |
|  | Alianza Lima       | 1 | 0 | 1 |  |
|  | Universitario      | 1 | 2 | 3 |  |
|  | Universitario      | 1 | 2 | 3 |  |

Nota: El equipo que ocupa la primera línea es el que define la serie como local.

### Final
Ida
| 4 de noviembre, 20:00 | Universitario          | 1:1 (0:0) | Alianza Lima        | Estadio Monumental, Lima |                          |
|                       | Alex Valera 63' (pen.) | Reporte   | Gabriel Costa 90+4' | Árbitro(s): Kevin Ortega | Árbitro(s): Kevin Ortega |

| 1          | POR        | José Carvallo       |       |
| 29         | DEF        | Aldo Corzo          |       |
| 3          | DEF        | Williams Riveros    |       |
| 5          | DEF        | Matías Di Benedetto |       |
| 27         | MED        | Nelson Cabanillas   |       |
| 24         | MED        | Andy Polo           |       |
| 18         | MED        | Rodrigo Ureña       |       |
| 16         | MED        | Martín Pérez Guedes | 86'   |
| 36         | MED        | Piero Quispe        | 86'   |
| 19         | DEL        | Edison Flores       | 76'   |
| 20         | DEL        | Álex Valera         | 90+1' |
| Entrenador | Entrenador | Jorge Fossati       |       |

| 1          | POR        | Ángelo Campos     |     |
| 13         | DEF        | Ricardo Lagos     |     |
| 6          | DEF        | Pablo Míguez      |     |
| 3          | DEF        | Yordi Vílchez     |     |
| 30         | DEF        | Gino Peruzzi      |     |
| 16         | MED        | Jesús Castillo    | 63' |
| 21         | MED        | Josepmir Ballón   |     |
| 10         | MED        | Jairo Concha      |     |
| 17         | DEL        | Franco Zanelatto  | 46' |
| 9          | DEL        | Hernán Barcos     | 87' |
| 22         | DEL        | Aldair Rodríguez  | 76' |
| Entrenador | Entrenador | Mauricio Larriera |     |

| 11 | DEL | Luis Urruti        | 76'   |
| 23 | MED | Jorge Murrugarra   | 86'   |
| 10 | MED | Horacio Calcaterra | 86'   |
| 15 | DEL | Emanuel Herrera    | 90+1' |

| 11 | DEL | Bryan Reyna     | 46' |
| 5  | DEF | Carlos Zambrano | 63' |
| 19 | DEL | Pablo Sabbag    | 76' |
| 8  | MED | Gabriel Costa   | 87' |

| Anotado · Penal | 63' | Álex Valera | 1:0 |

| Anotado | 90+4' | Gabriel Costa | 1:1 |

| Amonestado | 75' | José Carvallo |
| Amonestado | 75' | Rodrigo Ureña |

| Amonestado | 61'   | Hernán Barcos    |
| Amonestado | 74'   | Aldair Rodríguez |
| Amonestado | 77'   | Josepmir Ballón  |
| Amonestado | 90+2' | Carlos Zambrano  |

| Árbitro             | Kevin Ortega         |
| Árbitros asistentes | Michael Orué         |
| Árbitros asistentes | Jesús Sánchez        |
| Cuarto árbitro      | Alejandro Villanueva |

| 1          | POR        | José Carvallo       |       |
| 29         | DEF        | Aldo Corzo          |       |
| 3          | DEF        | Williams Riveros    |       |
| 5          | DEF        | Matías Di Benedetto |       |
| 27         | MED        | Nelson Cabanillas   |       |
| 24         | MED        | Andy Polo           |       |
| 18         | MED        | Rodrigo Ureña       |       |
| 16         | MED        | Martín Pérez Guedes | 86'   |
| 36         | MED        | Piero Quispe        | 86'   |
| 19         | DEL        | Edison Flores       | 76'   |
| 20         | DEL        | Álex Valera         | 90+1' |
| Entrenador | Entrenador | Jorge Fossati       |       |

| 1          | POR        | Ángelo Campos     |     |
| 13         | DEF        | Ricardo Lagos     |     |
| 6          | DEF        | Pablo Míguez      |     |
| 3          | DEF        | Yordi Vílchez     |     |
| 30         | DEF        | Gino Peruzzi      |     |
| 16         | MED        | Jesús Castillo    | 63' |
| 21         | MED        | Josepmir Ballón   |     |
| 10         | MED        | Jairo Concha      |     |
| 17         | DEL        | Franco Zanelatto  | 46' |
| 9          | DEL        | Hernán Barcos     | 87' |
| 22         | DEL        | Aldair Rodríguez  | 76' |
| Entrenador | Entrenador | Mauricio Larriera |     |

| 11 | DEL | Luis Urruti        | 76'   |
| 23 | MED | Jorge Murrugarra   | 86'   |
| 10 | MED | Horacio Calcaterra | 86'   |
| 15 | DEL | Emanuel Herrera    | 90+1' |

| 11 | DEL | Bryan Reyna     | 46' |
| 5  | DEF | Carlos Zambrano | 63' |
| 19 | DEL | Pablo Sabbag    | 76' |
| 8  | MED | Gabriel Costa   | 87' |

| Anotado · Penal | 63' | Álex Valera | 1:0 |

| Anotado | 90+4' | Gabriel Costa | 1:1 |

| Amonestado | 75' | José Carvallo |
| Amonestado | 75' | Rodrigo Ureña |

| Amonestado | 61'   | Hernán Barcos    |
| Amonestado | 74'   | Aldair Rodríguez |
| Amonestado | 77'   | Josepmir Ballón  |
| Amonestado | 90+2' | Carlos Zambrano  |

| Árbitro             | Kevin Ortega         |
| Árbitros asistentes | Michael Orué         |
| Árbitros asistentes | Jesús Sánchez        |
| Cuarto árbitro      | Alejandro Villanueva |

Vuelta
| 8 de noviembre, 20:00 | Alianza Lima | 0:2 (0:1) | Universitario                             | Estadio Alejandro Villanueva, Lima |                           |
|                       |              | Reporte   | Edison Flores 3' · Horacio Calcaterra 82' | Árbitro(s): Edwin Ordoñez          | Árbitro(s): Edwin Ordoñez |

| 1          | POR        | Ángelo Campos      |     |
| 6          | DEF        | Pablo Míguez       |     |
| 5          | DEF        | Carlos Zambrano    |     |
| 3          | DEF        | Yordi Vílchez      |     |
| 30         | DEF        | Gino Peruzzi       | 83' |
| 13         | MED        | Ricardo Lagos      | 46' |
| 21         | MED        | Josepmir Ballón    |     |
| 27         | MED        | Oswaldo Valenzuela | 37' |
| 10         | MED        | Jairo Concha       |     |
| 19         | DEL        | Pablo Sabbag       | 46' |
| 9          | DEL        | Hernán Barcos      |     |
| Entrenador | Entrenador | Mauricio Larriera  |     |

| 1          | POR        | José Carvallo       |     |
| 29         | DEF        | Aldo Corzo          |     |
| 3          | DEF        | Williams Riveros    |     |
| 5          | DEF        | Matías Di Benedetto |     |
| 27         | DEF        | Nelson Cabanillas   | 84' |
| 24         | MED        | Andy Polo           |     |
| 18         | MED        | Rodrigo Ureña       |     |
| 16         | MED        | Martín Pérez Guedes | 84' |
| 36         | MED        | Piero Quispe        | 84' |
| 19         | DEL        | Edison Flores       | 69' |
| 20         | DEL        | Álex Valera         |     |
| Entrenador | Entrenador | Jorge Fossati       |     |

| 17 | MED | Franco Zanelatto | 37' |
| 11 | MED | Bryan Reyna      | 46' |
| 8  | MED | Gabriel Costa    | 46' |
| 22 | DEL | Aldair Rodríguez | 83' |

| 10 | MED | Horacio Calcaterra | 69' |
| 23 | MED | Jorge Murrugarra   | 84' |
| 14 | MED | José Bolivar       | 84' |
| 17 | DEL | José Rivera        | 84' |

| Anotado | 3'  | Edison Flores      | 0:1 |
| Anotado | 82' | Horacio Calcaterra | 0:2 |

| Amonestado | 18' | Jairo Concha  |
| Amonestado | 70' | Gabriel Costa |

| Árbitro             | Edwin Ordóñez   |
| Árbitros asistentes | Leonar Soto     |
| Árbitros asistentes | José Castillo   |
| Cuarto árbitro      | Jesús Cartagena |

| 1          | POR        | Ángelo Campos      |     |
| 6          | DEF        | Pablo Míguez       |     |
| 5          | DEF        | Carlos Zambrano    |     |
| 3          | DEF        | Yordi Vílchez      |     |
| 30         | DEF        | Gino Peruzzi       | 83' |
| 13         | MED        | Ricardo Lagos      | 46' |
| 21         | MED        | Josepmir Ballón    |     |
| 27         | MED        | Oswaldo Valenzuela | 37' |
| 10         | MED        | Jairo Concha       |     |
| 19         | DEL        | Pablo Sabbag       | 46' |
| 9          | DEL        | Hernán Barcos      |     |
| Entrenador | Entrenador | Mauricio Larriera  |     |

| 1          | POR        | José Carvallo       |     |
| 29         | DEF        | Aldo Corzo          |     |
| 3          | DEF        | Williams Riveros    |     |
| 5          | DEF        | Matías Di Benedetto |     |
| 27         | DEF        | Nelson Cabanillas   | 84' |
| 24         | MED        | Andy Polo           |     |
| 18         | MED        | Rodrigo Ureña       |     |
| 16         | MED        | Martín Pérez Guedes | 84' |
| 36         | MED        | Piero Quispe        | 84' |
| 19         | DEL        | Edison Flores       | 69' |
| 20         | DEL        | Álex Valera         |     |
| Entrenador | Entrenador | Jorge Fossati       |     |

| 17 | MED | Franco Zanelatto | 37' |
| 11 | MED | Bryan Reyna      | 46' |
| 8  | MED | Gabriel Costa    | 46' |
| 22 | DEL | Aldair Rodríguez | 83' |

| 10 | MED | Horacio Calcaterra | 69' |
| 23 | MED | Jorge Murrugarra   | 84' |
| 14 | MED | José Bolivar       | 84' |
| 17 | DEL | José Rivera        | 84' |

| Anotado | 3'  | Edison Flores      | 0:1 |
| Anotado | 82' | Horacio Calcaterra | 0:2 |

| Amonestado | 18' | Jairo Concha  |
| Amonestado | 70' | Gabriel Costa |

| Árbitro             | Edwin Ordóñez   |
| Árbitros asistentes | Leonar Soto     |
| Árbitros asistentes | José Castillo   |
| Cuarto árbitro      | Jesús Cartagena |

|                                            |
|                                            |
| Campeón Nacional Universitario 27.º título |
|                                            |

## Clasificación a torneos Conmebol

### Copa Libertadores 2024
| Equipo           | Clasificado como | Método de clasificación                 |
| ---------------- | ---------------- | --------------------------------------- |
| Universitario    | Perú 1           | Campeón                                 |
| Alianza Lima     | Perú 2           | Subcampeón                              |
| Sporting Cristal | Perú 3           | 3.º mejor ubicado de la Tabla acumulada |
| FBC Melgar       | Perú 4           | 4.º mejor ubicado de la Tabla acumulada |
|                  |                  |                                         |

### Copa Sudamericana 2024
| Equipo                    | Clasificado como | Método de clasificación                 |
| ------------------------- | ---------------- | --------------------------------------- |
| Sport Huancayo            | Perú 1           | 5.º mejor ubicado de la Tabla acumulada |
| ADT                       | Perú 2           | 6.º mejor ubicado de la Tabla acumulada |
| Deportivo Garcilaso       | Perú 3           | 7.º mejor ubicado de la Tabla acumulada |
| Universidad César Vallejo | Perú 4           | 8.º mejor ubicado de la Tabla acumulada |
|                           |                  |                                         |

## Datos y estadísticas
| Santiago Giordana                                            | Deportivo Garcilaso       | 22 | 32 | 2616' |
| Bernardo Cuesta                                              | FBC Melgar                | 17 | 30 | 2466' |
| Hernán Barcos                                                | Alianza Lima              | 17 | 34 | 2303' |
| Adrián Fernández                                             | Alianza Atlético          | 17 | 34 | 2978' |
| Yorleys Mena                                                 | Universidad César Vallejo | 17 | 35 | 3050' |
| Carlos Garcés                                                | Cienciano                 | 16 | 31 | 2451' |
| Álex Valera                                                  | Universitario de Deportes | 15 | 30 | 2135' |
| Neri Bandiera                                                | Atlético Grau             | 14 | 33 | 2736' |
| Brenner Marlos                                               | Sporting Cristal          | 13 | 30 | 1923' |
| Actualizado el 8 de noviembre de 2023. Fuente: Transfermarkt |                           |    |    |       |

| Felipe Rodríguez                                         | Cusco FC                  | 13 | 33 |
| Andy Polo                                                | Universitario de Deportes | 11 | 32 |
| Cristian Bordacahar                                      | FBC Melgar                | 9  | 34 |
| Joao Rojas                                               | Deportivo Garcilaso       | 8  | 27 |
| Jairo Vélez                                              | Universidad César Vallejo | 8  | 33 |
| Kevin Serna                                              | ADT                       | 8  | 36 |
| Tomás Martínez                                           | FBC Melgar                | 7  | 30 |
| Actualizado el 8 de noviembre de 2023. Fuente: SoccerWay |                           |    |    |

### Tripletes o más
| Fecha         | Jugador           | Goles       | Local                | Resultado | Visitante        | Reporte           |
| ------------- | ----------------- | ----------- | -------------------- | --------- | ---------------- | ----------------- |
| 1. 11/02/2023 | Neri Bandiera     | 36' 61' 80' | Deportivo Binacional | 2 - 4     | Atlético Grau    | Fecha 4 Apertura  |
| 2. 12/03/2023 | Alejandro Hohberg | 60' 76' 83' | Deportivo Garcilaso  | 4 - 4     | Sporting Cristal | Fecha 8 Apertura  |
| 3. 29/04/2023 | Alex Valera       | 52' 81' 85' | Sport Boys           | 0 - 3     | Universitario    | Fecha 14 Apertura |
| 4. 10/05/2023 | Carlos Garcés     | 13' 26' 60' | Cienciano            | 5 - 2     | Alianza Atlético | Fecha 7 Apertura  |
| 5. 19/05/2023 | Alex Valera       | 14' 50' 66' | Universitario        | 4 - 0     | UCV              | Fecha 16 Apertura |
| 6. 20/05/2023 | Santiago Giordana | 10' 39' 52' | Deportivo Garcilaso  | 3 - 2     | Alianza Atlético | Fecha 16 Apertura |

### Autogoles
| Fecha          | Jugador                    | Minuto       | Local                     | Resultado | Visitante                 | Reporte           |
| -------------- | -------------------------- | ------------ | ------------------------- | --------- | ------------------------- | ----------------- |
| 1. 04/02/2023  | Robinson Alzamora          | 1 - 0, 37'   | Universitario de Deportes | 4 – 0     | Academia Cantolao         | Fecha 3 Apertura  |
| 2. 25/02/2023  | Luis Álvarez               | 1 - 0, 48'   | Deportivo Garcilaso       | 2 – 0     | Atlético Grau             | Fecha 6 Apertura  |
| 3. 05/03/2023  | Alejandro Ramos            | 1 - 0, 56'   | Universitario de Deportes | 1 – 0     | FBC Melgar                | Fecha 7 Apertura  |
| 4. 06/03/2023  | Leonardo Rugel             | 0 - 3, 82'   | Deportivo Municipal       | 0 – 3     | Deportivo Garcilaso       | Fecha 7 Apertura  |
| 5. 31/03/2023  | Carlos Cabello             | 1 - 0, 10'   | ADT                       | 2 – 0     | U. César Vallejo          | Fecha 10 Apertura |
| 6. 05/05/2023  | Francesco Cavagna          | 1 - 0, 61'   | Cusco FC                  | 1 – 0     | Deportivo Municipal       | Fecha 15 Apertura |
| 7. 10/05/2023  | Ángelo Pizzorno            | 5 - 2, 67'   | Cienciano                 | 5 – 2     | Alianza Atlético          | Fecha 7 Apertura  |
| 8. 13/05/2023  | Hervé Kambou               | 0 - 1, 1'    | Unión Comercio            | 1 – 6     | Sporting Cristal          | Fecha 2 Apertura  |
| 9. 22/05/2023  | Jonathan Medina            | 1 - 0, 13'   | Sport Boys                | 3 – 2     | UTC                       | Fecha 16 Apertura |
| 10. 28/05/2023 | Edson Aubert               | 4 - 1, 53'   | Alianza Lima              | 6 - 1     | Deportivo Binacional      | Fecha 17 Apertura |
| 11. 04/06/2023 | Cristian Mejía Quintanilla | 2 - 1, 70'   | Universidad César Vallejo | 3 - 1     | UTC                       | Fecha 18 Apertura |
| 12. 22/06/2023 | Jean Franco Falconí        | 2 - 0, 33'   | FBC Melgar                | 4 - 0     | ADT                       | Fecha 1 Clausura  |
| 13. 07/07/2023 | Emanuel Herrera            | 1 - 4, 90+4' | Academia Cantolao         | 1 - 4     | Universitario de Deportes | Fecha 3 Clausura  |
| 14. 21/07/2023 | Denilson Vargas Herrera    | 1 - 4, 90+1' | Unión Comercio            | 1 - 4     | Universidad César Vallejo | Fecha 5 Clausura  |
| 15. 30/07/2023 | Alex Rambal                | 1 - 0, 19'   | Atlético Grau             | 1 - 1     | Deportivo Garcilaso       | Fecha 6 Clausura  |
| 16. 19/08/2023 | Rodrigo Colombo            | 3 - 1, 90+1' | Sport Huancayo            | 3 - 1     | Carlos A. Mannucci        | Fecha 10 Clausura |
| 17. 15/09/2023 | Claudio Torrejón           | 1 - 2, 45+1' | Deportivo Binacional      | 2 - 2     | Cienciano                 | Fecha 13 Clausura |
| 18. 16/09/2023 | Emiliano Ciucci            | 0 - 1, 21'   | Deportivo Municipal       | 0 - 3     | Universidad César Vallejo | Fecha 13 Clausura |
| 19. 16/09/2023 | Federico Damián Alonso     | 1 - 0, 45+1' | Deportivo Garcilaso       | 2 - 1     | Cusco FC                  | Fecha 13 Clausura |
| 20. 24/09/2023 | Josepmir Ballón            | 1 - 0, 9'    | Carlos A. Mannucci        | 1 - 2     | Alianza Lima              | Fecha 15 Clausura |

## Controversias

### Controversia por los derechos de televisación
Lejos de ser una temporada como las anteriores, la Liga1 2023 se vio envuelta en una controversia debido a que 8 clubes habían renovado contrato con el Consorcio del Fútbol Peruano (CFP) para la transmisión de sus partidos de local, pero estos contratos no eran válidos según la Federación Peruana de Fútbol ya que, según indica el ente máximo del fútbol peruano, la FPF es dueña de los derechos televisivos y estos han sido cedidos a la empresa 1190 Sports, por lo que interpuso una medida cautelar para dejar los contratos sin efecto. Esto conllevó a que varios clubes hayan desistido de jugar el torneo hasta que dicha medida cautelar sea retirada.

### Apagado de luces en el estadio Alejandro Villanueva
Luego de terminada la final de vuelta entre Alianza Lima y Universitario, las luces del estadio Alejandro Villanueva fueron apagadas por decisión del administrador de Alianza Lima, José Sabogal Carrillo. Esta decisión fue aducida para incentivar la rápida evacuación de las tribunas y así preservar la integridad y seguridad del público.Una de las consecuencias de este acto, fue la cancelación de la premiación oficial de la Liga2023, que se desarrolló en el estadio Monumental días después. Finalmente, la Federación Peruana de Fútbol, a través de su Comisión de Disciplina, sancionó al equipo blanquiazul con una suspensión de siete meses del recinto deportivo para encuentros oficiales de la liga local.